# Ai Weiwei
Det här är en artikel om en person med kinesiskt personnamn; Ai är familjenamnet.

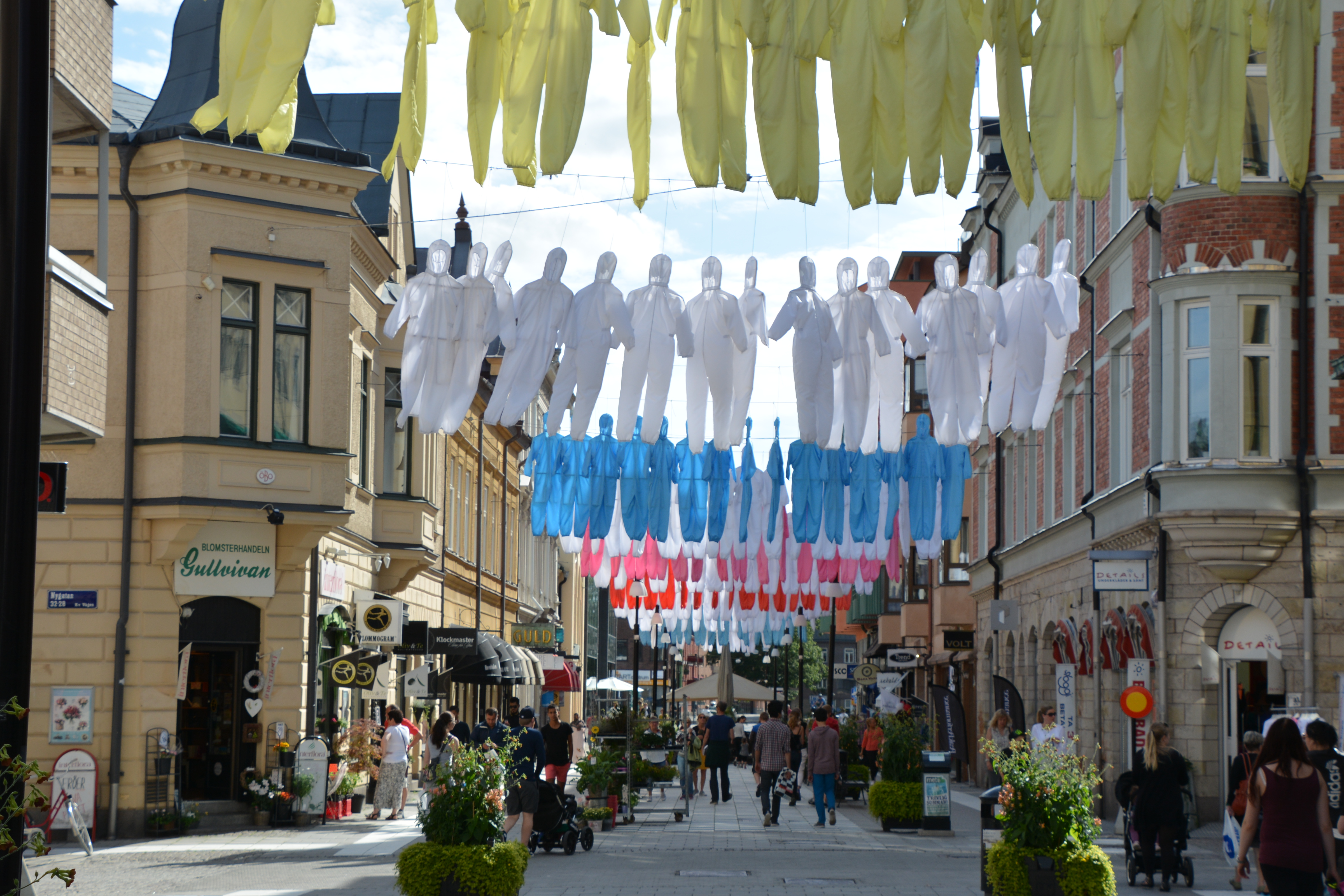
Think Different (How to hang workers' uniforms) över Köpmangatan i Örebro 2015.

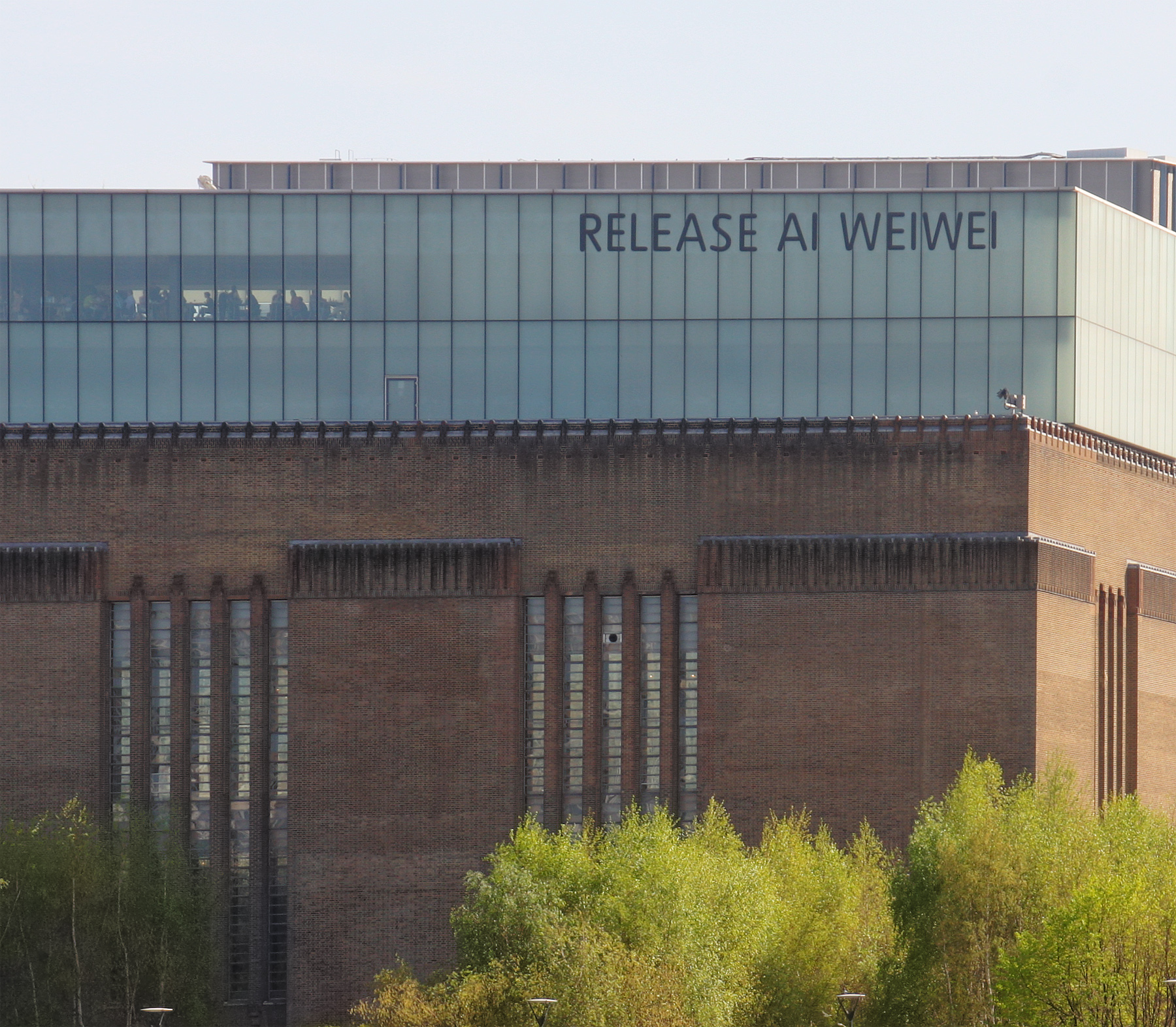
Uppmaningen "Release Ai Weiwei" ("Släpp Ai Weiwei" på fasaden till Tate Modern i London i april 2011, del av världsomfattande protester mot att Ai Weiwei satts i fängsligt förvar, arresterad på okänd ort i Kina.

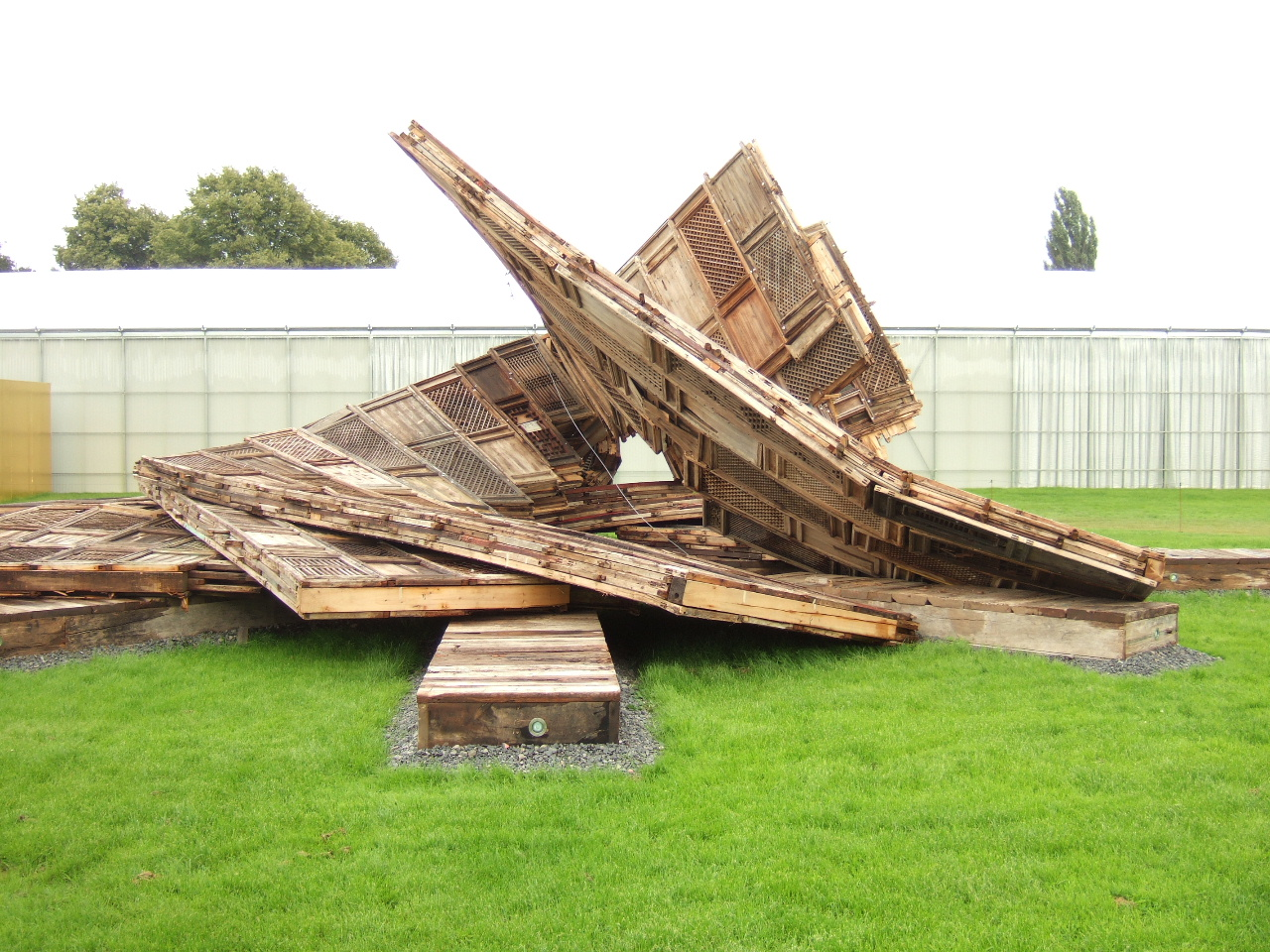
Template på documenta 12 i Kassel år 2007, sedan installationen av trädörrar och -fönster fallit ihop efter en storm.

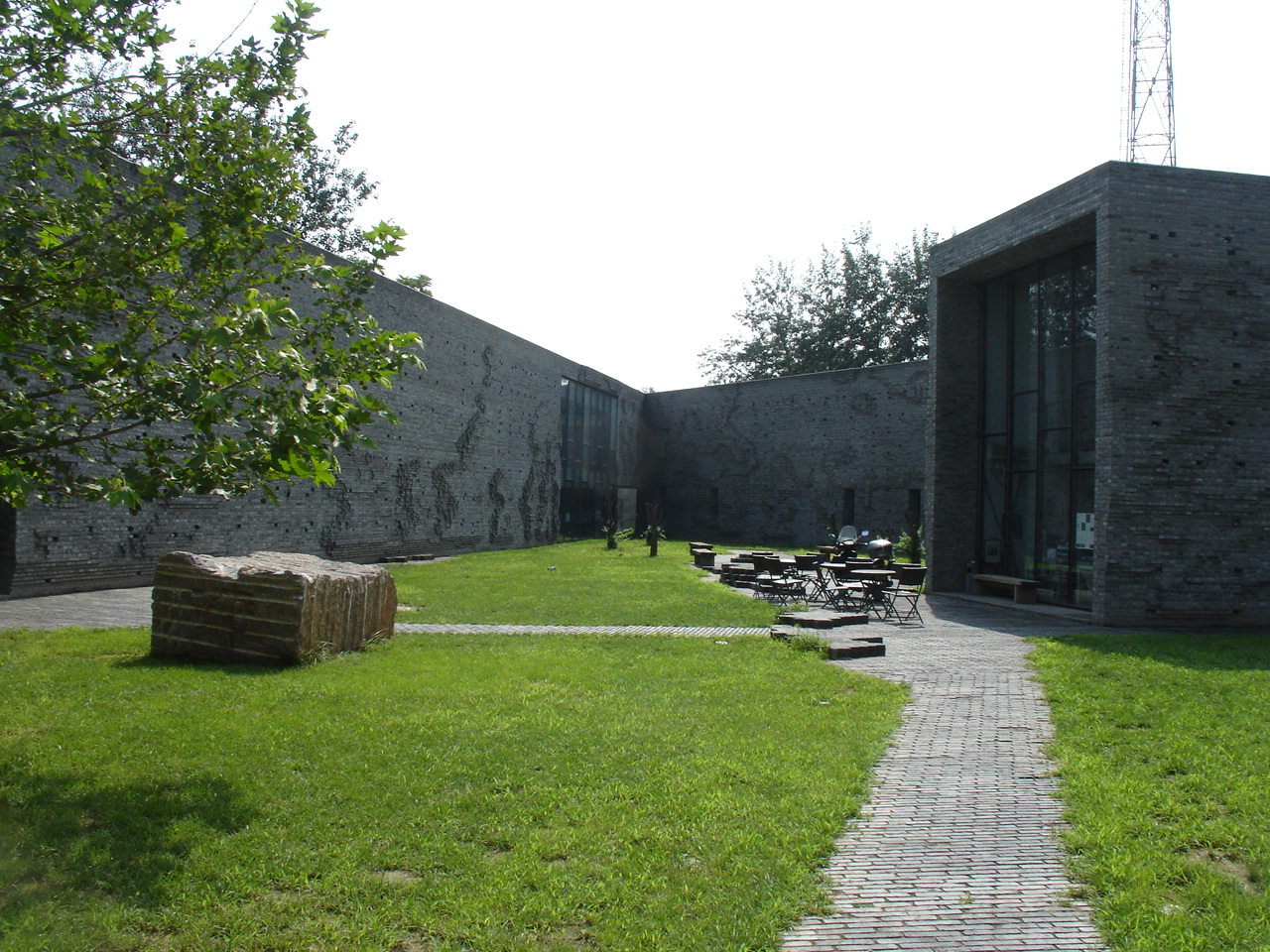
Three Shadows Photography Art Centre i Peking, ritat av Ai Weiweis arkitektkontor.

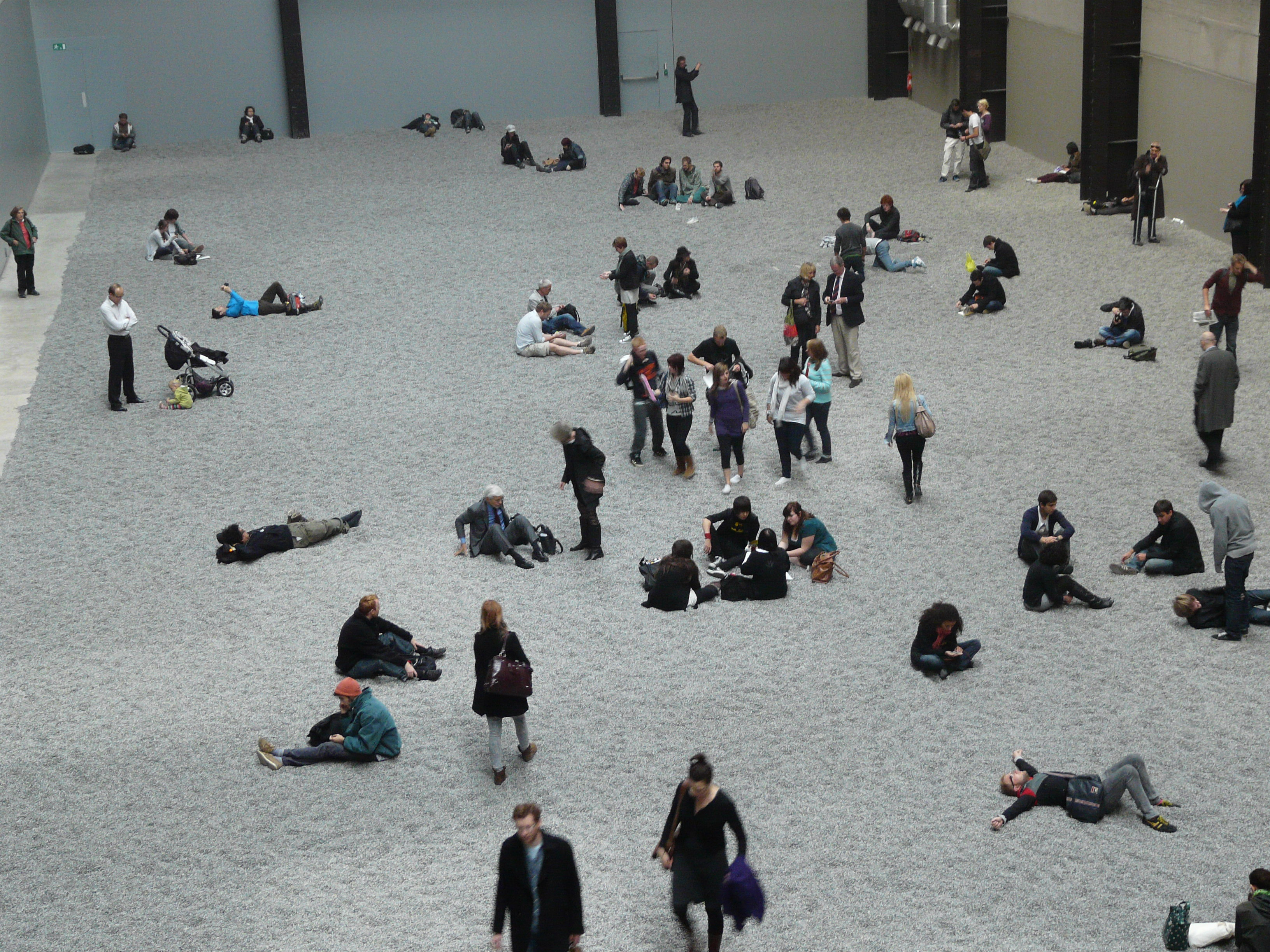
Installationen Sunflower seeds av 100 miljoner handgjorda porslinssolrosfrön på Tate Modern i London 2010-11.

Ai Weiwei (kinesiska: 艾未未), född 28 augusti 1957 i Peking, är en kinesisk konceptkonstnär, skulptör och arkitekt.

## Biografi
Ai Weiwei är son till poeten Ai Qing och konstnären Gao Ying (född 1932). Han är gift med konstnären Lu Qing. Han har en äldre halvbror, konstnären Ai Xuan, en äldre syster Gao Ge och sonen Ai Lao (född 2009).
Ai Weiweis far blev kritiserad av regimen, stämplad som folkfiende och satt i arbetsläger från 1957. Ai Weiwei växte upp tillsammans med sin familj på fem personer i arbetsläger först i Beidahuang i Heilongjiang och sedan efter två år i Shihezi i Xinjiang. Först år 1975 återkom familjen till Peking och Ai Weiwei utbildade sig 1978-81 på Pekings filmhögskola. Han var under studietiden 1979 en av grundarna till avantgardekonstgruppen Stars. 
Han bodde och arbetade i USA 1981-93, mestadels i New York, där han under en period studerade på Parsons School of Design från 1982 och på Art Students League of New York. Han arbetade bland annat med performancekonst och ready-mades. Han blev under denna period känd för konceptkonstverket Dropping a Han Dynasty Urn 1995, som bestod i att krossa en 2.000 år gammal keramikurna från Handynastin, dokumenterat i en fototriptyk. Akten symboliserade den pågående omvandlingen i Kina, med en gammal kinesisk kultur som krossades. Under tiden i New York hade han sin första separatutställning Old Shoes, Safe Sex 1988. 
Ai Weiwei återvände till Kina 1993, sedan fadern blivit allvarligt sjuk. Han medverkade till att bilda konstnärsgruppen Beijing East Village och gav ut tre böcker med presentationer av samtida yngre konstnärer: Black Cover Book 1994, White Cover Book 1995 och Gray Cover Book 1997.
Han var också 1997 medgrundare till China Art Archives & Warehouse (CAAW), ett konstgalleri för experimenterande kinesisk konst i Peking.
Ai Weiwei flyttade 1999 in i ett ateljéhus, som han också själv ritat, i området Caochangdi i Chaoyangdistriktet i nordöstra Peking. Han har uttalat att han haft bland annat Marcel Duchamp och Andy Warhol som inspirationskällor. Den förra avbildade han i Hanging Man 1985, en profil av Duchamp i form av en böjd klädhängare i ståltråd.

## Fotogalleri

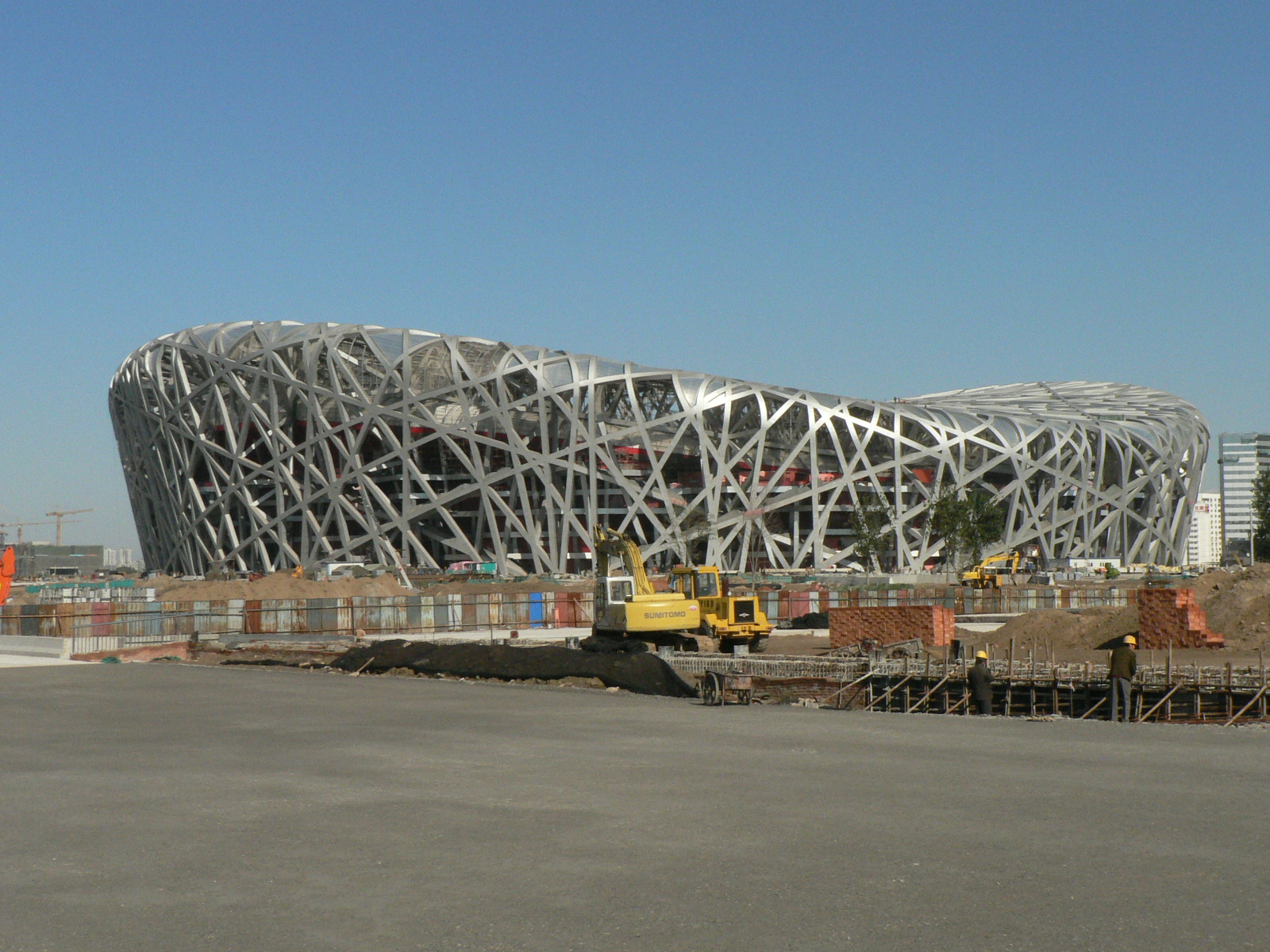
Pekings Nationalstadion' "Fågelboet"
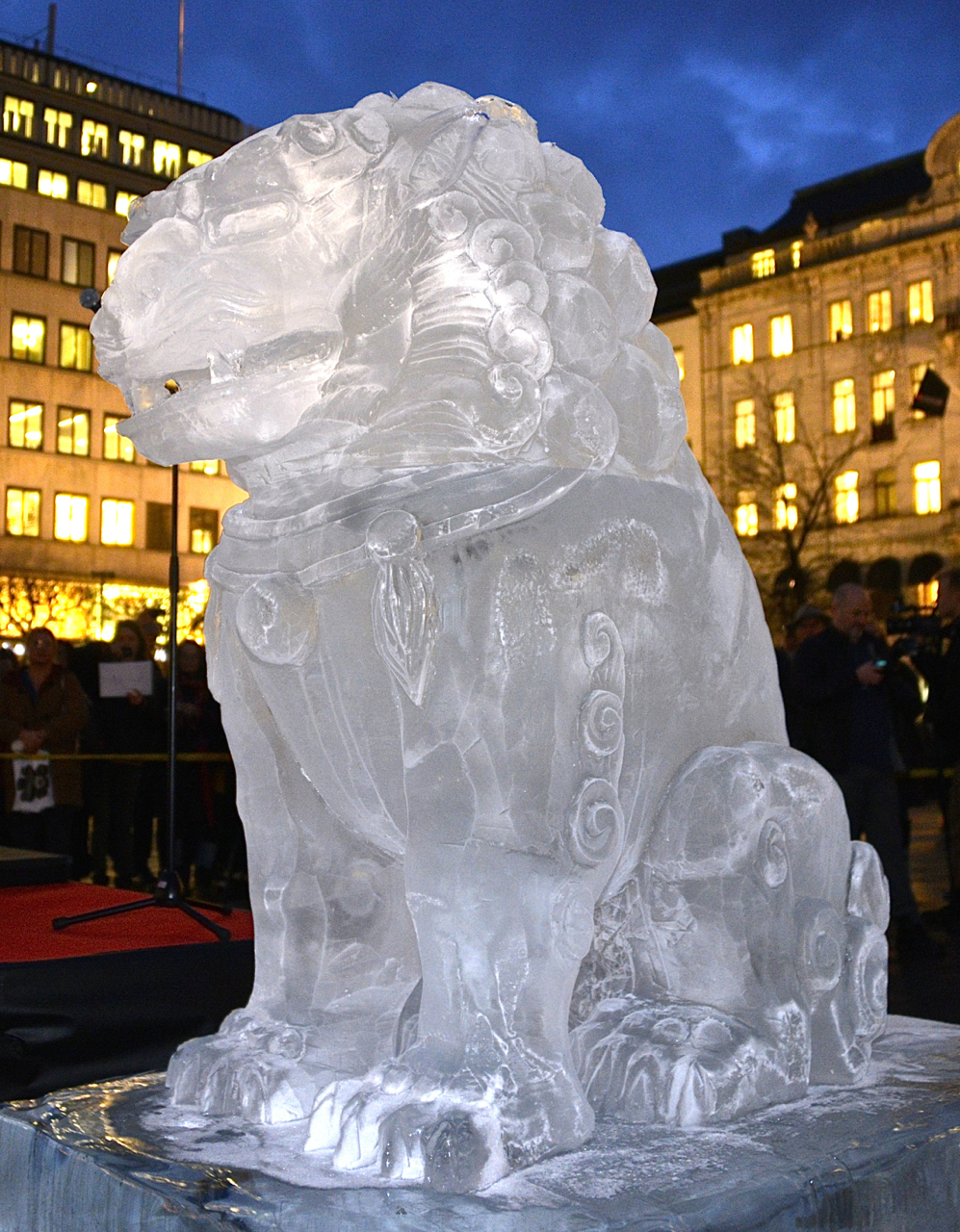
Ai Weiweis isskulpturer på Norrmalmstorg inför Stockholm International Film Festival 2014.

### Politisk aktivism
Ai Weiwei har drivit flera kampanjer för yttrandefrihet och mot korruption i Kina. Han deltog vid uppsättandet av väggtidningar på "Demokratimuren" i stadsdelen Xidan i västra i Peking i december 1978 och fördömde det 15-åriga fängelsestraffet 1979 för aktivisten Wei Jingsheng. Efter massakern på Himmelska fridens torg i Peking i juni 1989, då bosatt i New York, genomförde han en hungerstrejk under åtta dagar i solidaritet med offren.
I oktober 2005 inbjöds Ai Weiwei att blogga på det nyöppnade sina.com.cn. Han skrev under drygt tre år ett stort antal bloggar - illustrerade med mängder av egna fotografier - om sociala problem, med kritik mot regeringspolitik, med tankar om konst och arkitektur samt om egna upplevelser, tills myndigheterna stängde bloggen i juni 2009. Han engagerade sig bland annat för offren i jordbävningen i Sichuan 2008 och anklagade kinesiska myndigheter för att dölja brister i hanteringen av katastrofen och också för att mörklägga antalet offer, vilket gjort att han greps av polisen vid upprepade tillfällen.
I april 2011 greps Ai Weiwei på Pekings flygplats, sattes i fängsligt förvar och var under 81 dagar arresterad och hållen incommunicado på okänd ort. Detta ledde till en omfattande internationell protestkampanj. Han frigavs i juni 2011, men med reseförbud från Peking och med förbud att kommunicera över Internet. I början av november 2011 begärde skattemyndigheterna att han skulle inbetala 15 miljoner yuan i icke betald skatt för hans designföretag Beijing FAKE Cultural Development och skatteböter inom 15 dagar, senast den 16 november. Han erhöll då omfattande donationer av 30.000 anhängare och kunde betala in drygt halva beloppet i tid, och fick därmed formell möjlighet att överklaga beslutet.
Därefter inledde polisen den 18 november en förundersökning om spridande av pornografi på Internet av Ai Weiwei och en av hans assistenter. Fallet avser en konstnärlig nakenbild av Ai Weiwei och fyra kvinnor som publicerades 2010, kallad En tiger, åtta bröst. Detta ledde till en våg av sympatiyttringar i Kina, med en uppladdning av egna nakenbilder av anhängare på bloggen Ai Weiwei Fans' Nudity.
Ai Weiwei inbjöds av Stockholms filmfestival för att ingå i prisjuryn i november 2013 och tackade ja. Eftersom han 2011 fråntogs sitt pass och inte vid denna tidpunkt inte tillåtits få ett nytt, markerades hans närvaro av en tom stol. Ai Weiwei tillverkade en stol efter mönster av den stol han suttit på under polisförhören 2011 och sände den till Stockholm. Han hade vid denna tidpunkt tillstånd att resa inrikes, men hade då anmälningsplikt på de orter han besöker. Han fick i juli 2015 åter tillstånd att inneha pass, efter att upprepade gånger ansökt i samband med utställningar av hans konst utomlands.
Sommaren 2015 återfick Ai Weiwei sitt pass och kunde åter resa utomlands.
I memoaren A thousand years of joy and sorrows berättar Ai Weiwei om sin och faderns kamp för att verka litterärt och konstnärligt.

## Utställningar
Ai Weiwei har haft utställningar på konstmuseer och -hallar världen över.
Till den tre månader långa utställningen Documenta 12 i Kassel i Tyskland 2007 bidrog Ai Weiwei bland annat med projektet Fairytale. I detta ingick konceptkonstverket 1001. Ai Weiwei hade bjudit in 1.001 personer från landsbygden på olika ställen i Kina, inviterade via hans webbplats. Resenärna, som aldrig tidigare hade varit utomlands, flög till Kassel i fem grupper om ungefär 200 personer vardera i kläder och resväskor designade av Ai Weiwei för att vistas i stan i åtta dagar. Under tiden i Kassel bodde de gemensamt i sovsalar som inrättats i en tidigare fabriksbyggnad. Det centrala i denna performance var den sammanlagda upplevelsen av besökarna och deras erfarenheter, vilka dokumenterades. I projektet Fairytale ingick också en installation med 1.001 stolar från Qingdynastin i tre utställningslokaler. På utställningen visade Ai Weiwei vidare installationen Template (schablon, förebild, mall), tillverkad av trädörrar och fönsterramar från rivna byggnader från Ming- och Qingdynastierna. Den uppfördes av kinesiska hantverkare i maj-juni 2007. Denna installation råkade under utställningen kollapsa efter en storm några dagar efter utställningens öppnande, men kvarstod på Ai Weiweis uppmaning i detta raserade skick under utställningsperioden.
Vid utställningen So Sorry på Haus der Kunst i München 2010, Ai Weiweis hittills största retrospektiva utställning, visades installationen Hågkomst på konsthallens fasad. Den långa fasaden kläddes med 9.000 skolryggsäckar i olika färger, vilka också visade kinesiska tecken. Detta symboliserade de tusentals kinesiska skolbarn som omkommit när dåligt byggda skolor kollapsat vid jordbävningen i Sichuanprovinsen 2008. De kinesiska tecknen på fasaden utgjorde ett citat i ett brev till Ai Weiwei från en av de omkomna barnens mor: "Under sju år levde hon lyckligt i denna värld". Titeln på utställningen, So Sorry, refererar till de många ursäkter som efter jordbävningen framfördes av myndigheter och företag, utan att dessa erkände försyndelser eller tog några konsekvenser av fuskbyggen och korruption. Under den tid då Ai Weiwei år 2009 gjorde efterforskningar i Sichuan i jordbävningens spår, hade han blivit pryglad av en kinesisk poliskonstapel. När han sedan arbetade i München med utställningen, led han av svår och ihållande huvudvärk. Vid en undersökning på Klinikum Grosshadern i München visade det sig att huvudvärken orsakades av en livshotande blödning i hjärnan, vilken i sin tur hade sin grund av slag mot huvudet under misshandeln i Sichuan. En akut operation vidtogs då för att rädda hans liv. 
I Tate Modern i London 2010-11, och senare i New York 2012, visade han installationen Sunflower seeds med 100 miljoner handmålade solrosfrön i porslin, gjorda i staden Jingdezhen av 1.600 hantverkare. Installationen är en kommentar till masskonsumtion, till den brist på födoämnen han upplevt i barndomen samt till den kraft som finns i gemensamt arbete.
I frånvaro av Ai Weiwei, som då var arresterad på okänd ort, visades Circle of Animals/Zodiac Heads i maj 2011 vid fontänen Abundance på Grand Army Plaza på Manhattan i New York. Vid invigningen citerade en kurator vid Guggenheimmuseet Ai Weiweis ord: "Utan yttrandefrihet finns ingen modern värld, endast en barbarisk värld!". Skulpturerna, kopior av 1700-talsskulpturer som stals av brittiska och franska trupper från Sommarpalatsets park utanför Peking under andra opiumkriget 1860, har därefter visats också i Somerset House i London, på Los Angeles County Museum of Art och i Taipei i Taiwan.  
På Louisiana utanför Köpenhamn visades verk av Ai Weiweis på utställningen Made in China 2008 och på en utställning med verk från 2002-10 november 2011-februari 2012. I Sverige genomfördes den första separatutställningen med Ai Weiweis verk i februari-juni 2012 på Magasin 3 i Stockholm. Verket Think Different (How to hang workers' uniforms) visades på Köpmangatan i Örebro sommaren 2015 under evenemanget Örebro Open Art.
| ”                | Allt Ai Weiwei gör har bett och symboliska undertexter. Idag är han tveklöst Kinas mest kände konstnär, omtalad i hela världen för spektakulära installationer... Men idag är han nog ännu mer omtalad som kritiker av den kinesiska diktaturen, censuren och den utbredda korruptionen....För en månad sedan utnämndes AI Weiwei till den mäktigaste personen i konstvärlden "för att ha expanderat det samtida konstutövandets territorium och publik genom att bryta ner murarna mellan konsten och livet". | „ |
| – Birgitta Rubin | |   |

## Arkitektur
År 1999 ritade Ai Weiwei sitt eget ateljé- och bostadshus i det då lantliga Caochangdi i Pekings ytterområde, inspirerad av ett fotografi av Paul Engelmanns och Ludwig Wittgensteins Haus Wittgenstein i Wien. Året efter ritade han också lokalerna för sitt galleri China Art Archives and Warehouse (CAAW) i samma område, vilket efter Ai Weiweis etablering där utvecklats till Pekings andra stora konstnärskoloni efter Konstzon 798.
Ai Weiwei grundade 2003 formgivnings- och arkitektfirman Beijing FAKE Cultural Development, som 2010 hade 19 anställda och har ritat bland annat området Södra flodstranden i Yiwu i Jinhua 2002, 9 Boxes-Taihe Complex i Peking 2004 och Gowhere Restaurant i Peking 2004.
Han anlitades som konstnärlig konsult av arkitektbyrån Herzog & de Meuron för Pekings Nationalstadion (Fågelboet). Själv tog han dock avstånd från OS-projektet med kommentarer som att "jag hatar spelet kring OS och jag hatar olympiska ceremonier". I filmen "Never Sorry" säger han att han inte har något emot OS i sig, men tar avstånd från tvångsförflyttningarna av Pekingbor i samband med spelen och att ceremonierna enbart var partipropaganda.

## Inflytande
Ai Weiwei har sedan år 2007 tillhört de 100 mäktigaste personerna inom konstvärlden enligt den brittiska konsttidskriften ArtReview. Sedan han rankats som nr 71 detta år, har han år efter år placerats högre: som nummer 68, 47, 43 och 13 för att i november år 2011 utses som världens mäktigaste person inom detta område. Som motivering angav tidskriften att han påverkat konstnärer att bryta sig loss ur arbete inom en skyddad verkstad och att han för både konstnärer och publik på ett kraftfullt sätt åskådliggjort yttrandefrihet som en allas mänsklig rättighet.
Även Time Magazine har satt upp Ai Weiwei på sin i april 2011 publicerade lista över världens 100 mest inflytelserika personer, alla kategorier . Time har också i november 2011 nominerat honom som en av 31 kandidater, varav nio icke-amerikaner, i den rådgivande webbomröstningen för Time's Person of the Year 2011.
| ”                           | ...Ais makt och inflytande kommer av att hans verk och hans ord har blivit katalysatorer för internationella politiska diskussioner som berör varje land på jorden: yttrandefrihet, nationalism, ekonomisk makt, Internet, mänskliga rättigheter. Det viktigaste av allt är att det som Ai gör tillåter konstnärer att bryta sig loss från föreställningen att de arbetar inom ett skyddat område, vilket begränsas av en konsthalls eller ett museums väggar. Det har påmint hans kollegor och världen i stort om det faktum att yttrandefrihet är en grundläggande rättighet för alla människor. Samtidigt har Ai promoverat den uppfattningen att konstens verkliga kontext är inte bara "marknaden" eller "konstinstitutionerna", utan det som sker runt omkring oss i detta nu i den verkliga tillvaron. | „ |
| – Redaktionen för ArtReview | |   |